# Funtek Frigyes
Funtek Frigyes (Szany, 1958. március 24. –) magyar színész, rendező, egyetemi tanár.

## Életpályája
1979-ben végzett az Ybl Miklós Építőipari Főiskola üzemmérnök szakán. 1980–1984 között a Színház- és Filmművészeti Főiskola színész szakán tanult Kerényi Imre osztályában. 1984–1990 között a Nemzeti Színház tagja volt. 1988-tól Párizsban él. 1999–2007 között az Udinei Színi Akadémia – Nemzetközi Balett Főiskola színjátszás tanára volt. 2008-2011 között a Győri Nemzeti Színház prózai tagozatának művészeti vezetője volt.
1988-ban elhagyta Magyarországot és Franciaországba költözött. Harminckét év eltelte után azt tervezi, hogy végleg hazatelepül, és színházat alapít.
2022 szeptemberétől a Színház- és Filmművészeti Egyetem osztályvezető tanára.

### Magánélete
Első feleségétől elvált, második felesége elhunyt. Fia Funtek Sándor színész.

## Színházi munkái

### Színészként
- Litvai Nelli: Világszép nádszálkisasszony... Északi szél
- Brecht: A városok sűrűjében... C. Maynes
- Juhász Ferenc: Részeg himnusz...
- William Shakespeare: Rómeó és Júlia... Rómeó
- Madách Imre: Az ember tragédiája... Ékszerárus; Elítélt; Népbeli
- William Shakespeare: János király... Faulconbridge Fülöp; Sir Richard Plantagenet
- Patrick: Teaház az Augusztusi Holdhoz... Oshira
- Leigh: La Mancha lovagja... A fogadós
- Szophoklész: Magyar Electra... Orestes királ fia
- Módos Péter: ...és itt a Földön is... András; Gellért püspök
- Szakonyi Károly: Adáshiba... Emberfi
- Hubay Miklós: Tüzet viszek... Miklós
- Sőtér István: Júdás... Júdás
- Gosztonyi János: A festett király... Pöstyéni Gergely
- Horváth Péter: Enyém a vár... Kelekotty
- Szörényi Levente: István, a király... Hont; Laborc
- Sütő András: Advent a Hargitán... Zetelaki Gábor
- William Shakespeare: A velencei kalmár... Bassanio
- William Shakespeare: IV. Henrik... Harry
- William Shakespeare: V. Henrik...., dauphin

### Rendezőként
- Örkény István: Tóték (1992, 2000, 2012)
- Hollier: Egy est megér egy Pestet? (1992)
- Shaffer: Equus (2002, 2011)
- Shaw: Szent Johanna (2002)
- William Shakespeare: A makrancos hölgy (2003)
- Queneau: Francia stílgyak (2004)
- Shaw: Pygmalion (2008)
- Ionesco: Rinocérosz (2009)
- Frayn: Függöny fel! (2010)
- Bulgakov: Molière, avagy álszentek összeesküvése (2010)
- Pollak: Amint a mennyben (2011)
- Szakonyi Károly: Adáshiba (2013)
- Litvai Nelli: Világszép nádszálkisasszony (2013)
- Örkény: Tóték (2013)
- David Speidler: A király beszéde (2013, 2017, 2019, 2022)
- Stendhal - Tolcsvay László - Müller Péter Sziámi: Vörös és fekete (2015)
- Fazekas - Schwajda: Lúdas Matyi (2016)
- Schulman: Holt költők társasága (2018)
- Brecht: Kurázsi mama és gyermekei (2018)
- Goldoni: Két úr szolgája (2018)
- Letts: Augusztus Oklahomában (2019)
- Bereményi: Eldorádó (2020)
- Wassermann: Száll a kakukk fészkére (2021)

## Filmjei
- A nagyenyedi két fűzfa (1979)
- Glória (1982)
- Özvegy és leánya (1983)
- Caligula helytartója (1984)
- Eszmélés (1984)
- Erdő (1984)
- Egy fiú bőrönddel (1984)
- Békestratégia (1984)
- Akli Miklós (1986)
- Malom a pokolban (1987)
- Ekkehard (1987)
- Orrom krumpli, hajam kóc! (1988)
- Peer Gynt (1988)
- Moravagine (1988)
- Randevú Budapesten (1989)
- Halállista (1989)
- A megközelíthetetlen (1989)
- Hotel West (1990)
- A gólyák mindig visszatérnek (1992)
- Balkán! Balkán! (1993)
- Köd (1994)
- A pártütők (1994)
- A besúgó (2022)

## Díjai
- Rajz János-díj (1984)